# Josip Vlah
Josip Vlah (19. července 1798 Kastav – 22. října 1869 Kastav) byl rakouský politik chorvatské národnosti z Istrie, během revolučního roku 1848 poslanec Říšského sněmu.

## Biografie
Roku 1849 se uvádí jako Joseph Vlah, c. k. kriminální rada z obce Kastav (Castua).
Během revolučního roku 1848 se zapojil do veřejného dění. Ve volbách roku 1848 byl zvolen i na ústavodárný Říšský sněm. Zastupoval volební obvod Volosko. Tehdy se uváděl coby c. k. kriminální rada. Řadil se ke sněmovní levici. Byl jediným poslancem chorvatské národnosti zvoleným za Istrii a kvarnerské ostrovy. Ostatní byli italské národnosti, nebo se hlásili k italskému jazyku a kultuře. Vystupoval proti záměrům italských poslanců, aby němčinu na místních úřadech zcela nahradila italština. Společně s bratrem Martinem Vlahem (byl rovněž politicky aktivní) navrhli v září 1848 začlenit etnicky chorvatkou část Istrie do Chorvatského království.